# Hyposerica delumba
Hyposerica delumba är en skalbaggsart som beskrevs av Brenske 1899. Hyposerica delumba ingår i släktet Hyposerica och familjen Melolonthidae.
Artens utbredningsområde är Madagaskar. Inga underarter finns listade i Catalogue of Life.